# Mistrzostwa Europy w Lekkoatletyce 1966 – bieg na 200 m mężczyzn

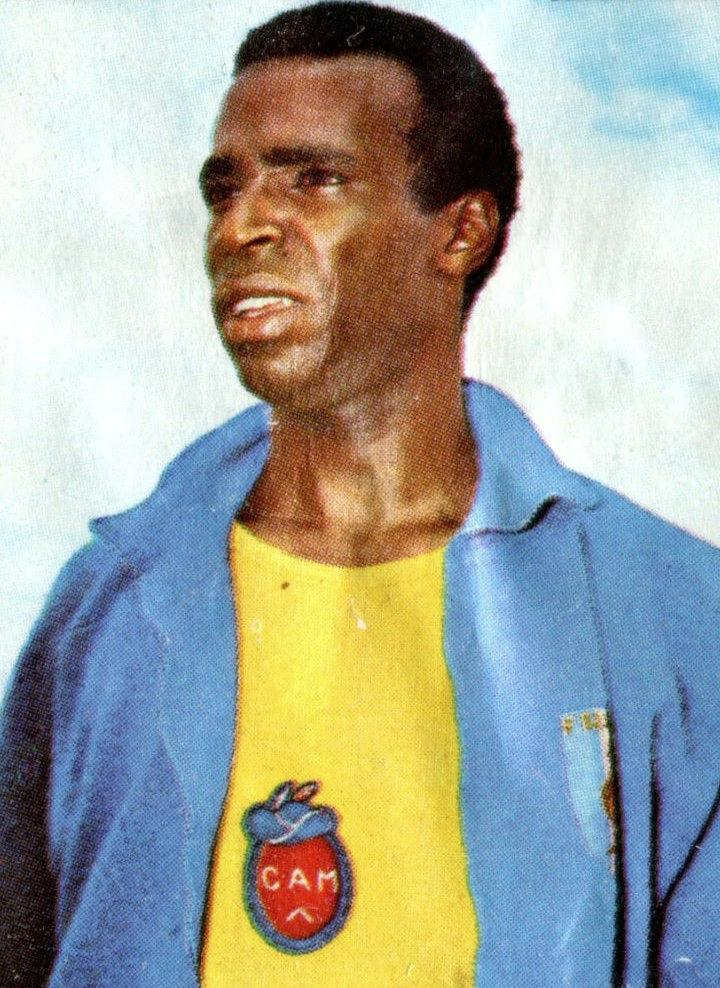
Roger Bambuck

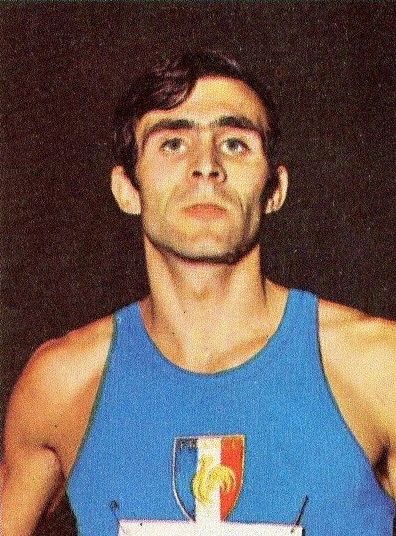
Jean-Claude Nallet

Bieg na dystansie 200 metrów mężczyzn był jedną z konkurencji rozgrywanych podczas VIII Mistrzostw Europy w Budapeszcie. Biegi eliminacyjne i półfinałowe zostały rozegrane 1 września, a bieg finałowy 2 września 1966 roku. Zwycięzcą tej konkurencji został reprezentant Francji Roger Bambuck. W rywalizacji wzięło udział trzydziestu zawodników z siedemnastu reprezentacji.

## Rekordy
| Rekord świata     | Tommie Smith (USA)    | 20,0 | Sacramento, USA     | 11.06.1966 |
| Rekord Europy     | Abdoulaye Seye (FRA)  | 20,4 | Kolonia, RFN        | 16.09.1960 |
| Rekord Europy     | Sergio Ottolina (ITA) | 20,4 | Saarbrücken, RFN    | 21.06.1964 |
| Rekord mistrzostw | Owe Jonsson (SWE)     | 20,7 | Belgrad, Jugosławia | 16.09.1962 |

## Wyniki

### Eliminacje
Bieg 1
| Miejsce | Zawodnik         | Czas | Uwagi |
| ------- | ---------------- | ---- | ----- |
| 1       | Sergio Ottolina  | 21,3 | Q     |
| 2       | Ladislav Kříž    | 21,5 | Q     |
| 3       | Josef Schwarz    | 21,6 | Q     |
| 4       | Pierre Burrelier | 21,6 |       |
| 5       | Mel Cheskin      | 21,8 |       |

Bieg 2
| Miejsce | Zawodnik            | Czas | Uwagi |
| ------- | ------------------- | ---- | ----- |
| 1       | Livio Berruti       | 21,2 | Q     |
| 2       | Marian Dudziak      | 21,2 | Q     |
| 3       | Friedrich Roderfeld | 21,4 | Q     |
| 4       | Charis Ajwaliotis   | 21,6 |       |
| 5       | José Luis Sánchez   | 21,6 |       |

Bieg 3
| Miejsce | Zawodnik            | Czas | Uwagi |
| ------- | ------------------- | ---- | ----- |
| 1       | Jean-Claude Nallet  | 21,1 | Q     |
| 2       | Amin Tujakow        | 21,4 | Q     |
| 3       | Ennio Preatoni      | 21,4 | Q     |
| 4       | Menzies Campbell    | 21,4 |       |
| 5       | Manfred Knickenberg | 21,4 |       |
| 6       | Edward Romanowski   | 21,5 |       |
| 7       | Jacques Vanhee      | 21,8 |       |

Bieg 4
| Miejsce | Zawodnik            | Czas | Uwagi |
| ------- | ------------------- | ---- | ----- |
| 1       | Roger Bambuck       | 21,1 | Q     |
| 2       | Gheorghe Zamfirescu | 21,2 | Q     |
| 3       | Heinz Erbstößer     | 21,3 | Q     |
| 4       | István Gyulai       | 21,3 | Q     |
| 5       | Jiří Kynos          | 21,3 |       |
| 6       | Sonar Coşan         | 22,3 |       |

Bieg 5
| Miejsce | Zawodnik         | Czas | Uwagi |
| ------- | ---------------- | ---- | ----- |
| 1       | Leo de Winter    | 21,0 | Q     |
| 2       | Jan Werner       | 21,1 | Q     |
| 3       | József Istóczky  | 21,2 | Q     |
| 4       | Harald Eggers    | 21,6 |       |
| 5       | Bo Althoff       | 21,6 |       |
| 6       | Nikołaj Politiko | 21,7 |       |
| 7       | Rasim Kraja      | 22,3 |       |

### Półfinały
Półfinał 1
| Miejsce | Zawodnik        | Czas  | Uwagi |
| ------- | --------------- | ----- | ----- |
| 1       | Marian Dudziak  | 20,90 | Q     |
| 2       | Roger Bambuck   | 21,25 | Q     |
| 3       | Livio Berruti   | 21,29 | Q     |
| 4       | Ennio Preatoni  | 21,32 | Q     |
| 5       | Heinz Erbstößer | 21,33 |       |
| 6       | Leo de Winter   | 21,33 |       |
| 7       | István Gyulai   | 21,58 |       |
| 8       | Josef Schwarz   | 21,64 |       |

Półfinał 2
| Miejsce | Zawodnik            | Czas | Uwagi |
| ------- | ------------------- | ---- | ----- |
| 1       | Jean-Claude Nallet  | 20,9 | Q     |
| 2       | Jan Werner          | 21,0 | Q     |
| 3       | Friedrich Roderfeld | 21,2 | Q     |
| 4       | Ladislav Kříž       | 21,2 | Q     |
| 5       | Amin Tujakow        | 21,2 |       |
| 6       | József Istóczky     | 21,2 |       |
| 7       | Gheorghe Zamfirescu | 21,3 |       |
| 8       | Sergio Ottolina     | 21,5 |       |

### Finał
| Miejsce | Zawodnik            | Czas  |
| ------- | ------------------- | ----- |
| 1       | Roger Bambuck       | 20,93 |
| 2       | Marian Dudziak      | 21,0  |
| 3       | Jean-Claude Nallet  | 21,0  |
| 4       | Jan Werner          | 21,1  |
| 5       | Ladislav Kříž       | 21,3  |
| 6       | Friedrich Roderfeld | 21,4  |
| 7       | Livio Berruti       | 21,5  |
| 8       | Ennio Preatoni      | 21,7  |